# Botifarra (Wurstsorte)

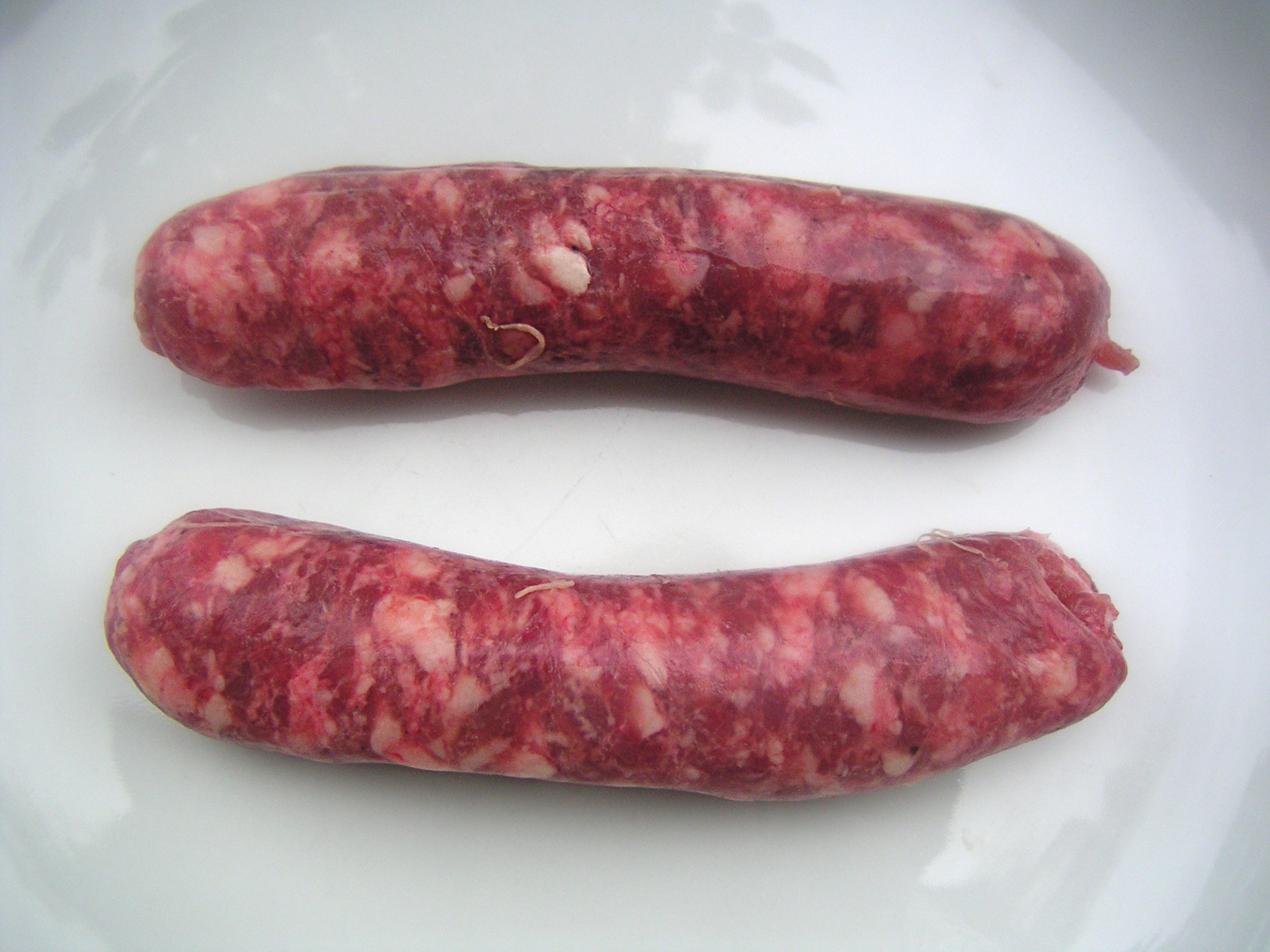
Frische Bratwurst

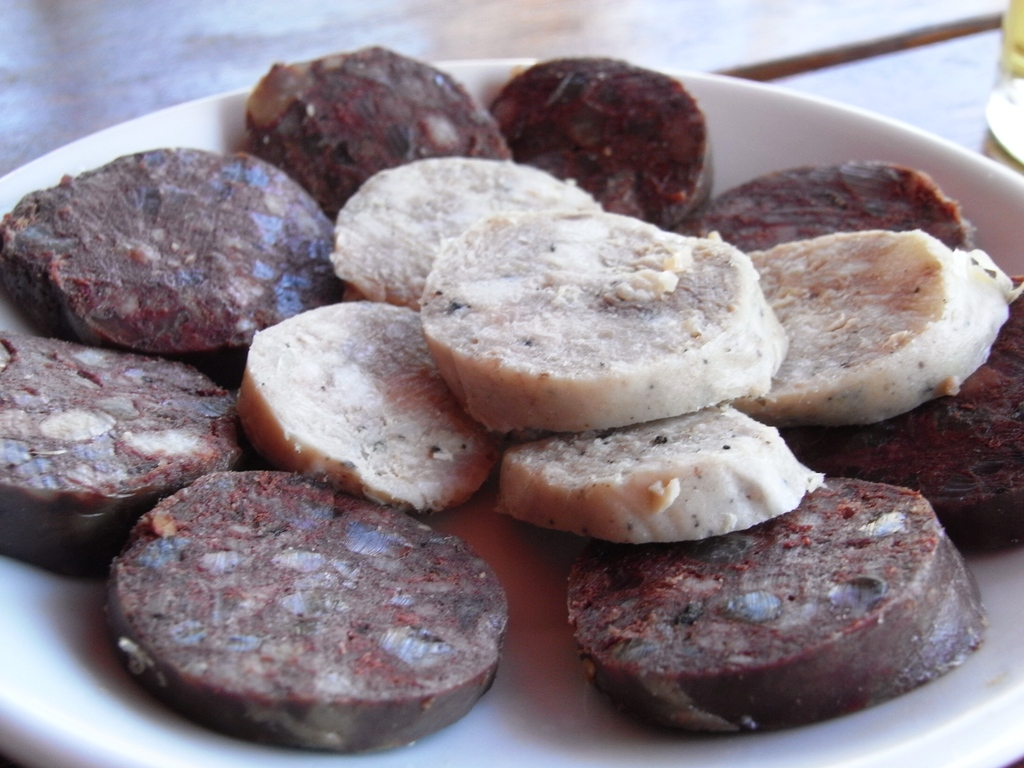
Butifarra (weiß und schwarz)

Botifarra (kastilisch Butifarra) ist eine katalanische Wurstspezialität, die besonders in ihrem Herkunftsland Katalonien beliebt und verbreitet ist. Verschiedene Varianten der Wurst sind auch auf den Balearen, in Valencia, Südfrankreich und Murcia verbreitet.
Es handelt sich um eine zum Braten oder Kochen geeignete frische Schweinewurst, die mit Knoblauch, Salz und Pfeffer, selten jedoch mit anderen Gewürzen angereichert ist. Die Botifarra werden nicht luftgetrocknet wie die ebenfalls verbreiteten Xoriços.

## Frische Bratwürste
Die ungegarten Würste enthalten einen hohen Anteil an magerem Fleisch, oftmals sogar Filetfleisch. Der zugegebene Speck macht weniger als die Hälfte des Fleischanteiles aus. Es existieren Variationen mit Pilzfüllung sowie mit Honig gesüßte Würste aus der Gegend um Girona.

## Brühwurst
Am weitesten verbreitet sind die weiße und schwarze Wurst, wobei letztere Schweineblut enthält. Die Würste sind mit Leber, Zunge, Pinienkernen, Zwiebeln oder auch Trüffel angereichert. Als Gewürz werden Knoblauch und Petersilie verwendet.

## Zubereitung
In Katalonien wird diese Wurstsorte in verschiedenen Varianten (je nach Würzung und hinzugefügtem Inhalt) oft mit Bohnengerichten serviert.